# 高階弦波輸入描述函數
高階弦波輸入描述函數簡稱HOSIDF，最早是由P.W.J.M. Nuij開始使用的。是弦波輸入描述函數的延伸，描述在弦波輸入信號，系統在各諧波的響應（增益及相位）。HOSIDF和經典的频率响应函數有直觀上的相似性，定義一個穩定、因果、时不变的非線性系統在以下弦波輸入下的週期性輸出：
{\displaystyle u(t)=\gamma \sin(\omega _{0}t+\varphi _{0})}
輸出為{\displaystyle y(t)}，包括輸入頻率的諧波：
{\displaystyle y(t)=\sum \limits _{k=0}^{K}|H_{k}(\omega _{0},\gamma )|\gamma ^{k}\cos {\big (}k(\omega _{0}t+\varphi _{0})+\angle H_{k}(\omega _{0},\gamma ){\big )}}
定義輸入及輸出信號的單邊頻譜為{\displaystyle U(\omega )}及{\displaystyle Y(\omega )}，使得 {\displaystyle |U(\omega _{0})|=\gamma }，可以得到k階HOSIDF的定義：
{\displaystyle H_{k}(\omega _{0},\gamma )={\frac {Y(k\omega _{0},\gamma )}{U^{k}(\omega _{0},\gamma )}}}

## 好處及應用
HOSIDF的應用及分析在已識別非線性模型時有其優勢，若完全不知道其模型，也有其優勢。後者的優勢在於HOSIDF不太需要對系統有所假設，在不使用先進數學工具的情形下可以輕鬆進行識別。就算已識別出非線性模型，HOSIDF仍比使用已識別的非線性模型要好。HOSIDF在其識別及解释上是直觀的，而其他非線性模型會受實際系統特性，只能收到有限的直接資訊。而且在非線性無法忽略的應用中，HOSIDF是描述函數很自然的延伸。實務上HOSIDF有二個不同的應用：因為在識別上的容易，HOSIDF可以在系統設計時提供在線的測試。而將HOSIDF應用在非線性控制器設計，會較傳統的時域調適效果有顯著的提昇。